# Ataol Behramoğlu
Ataol Behramoğlu (né le 13 avril 1942 à Çatalca, Istanbul) est un poète, écrivain et traducteur turc.

## Biographie
Études de langue et de littérature russes à l’Université d’Ankara. En 1965, il publie son premier recueil de poèmes. Dans ses premiers poèmes, il utilise le pseudonyme, "Ataol Gürus". Le deuxième, Bir Gün Mutlaka (Un jour certainement) se situe entre la tradition poétique réaliste et les œuvres d’avant-garde de la nouvelle poésie turque.
En 1982, arrêté en tant qu’un des fondateurs de l’Association turque pour la paix, il est libéré après 10 mois de détention. La même année, il est lauréat du prix Lotus de littérature de l’Association des écrivains afro-asiatiques. Il quitte ensuite clandestinement son pays pour Paris où il participe aux travaux de l’INALCO.
En 1986, il publie en français Anka, revue de la littérature turque. Après son acquittement, il retourne en Turquie, en 1989. En 1995, il est élu président du Syndicat des écrivains de Turquie. Depuis, il enseigne à l’université d'Istanbul. Ses poèmes sont traduits dans la plupart des langues internationales.
Ataol Behramoğlu, se situe parmi les poètes, écrivains et intellectuels de référence en Turquie.
Il est aussi chroniqueur du quotidien de gauche Cumhuriyet.

## Publications
- Ne Yağmur… Ne Şiirler (Ni pluie... Ni poèmes, 1976)
- Kuşatmada (Assiégé, 1978)
- Mustafa Suphi Destan (L’Épopée de Moustapha Suphi, 1979)
- Dörtlükler (Quatrains, 1980)
- Bebeklerin Ulusu Yok (Les bébés n'ont pas de nations, 1988)
- Sevgilimsi (Tu es mon aimé,  1993)
- Aşk İki Kişiktir (L'amour est chose de deux personnes, 1999)
- Yeni Aşka Gazel (Gazel d'un nouvel amour, 2002)